# Валериан II
Пу́блий Лици́ний Корне́лий Валериа́н (лат. Publius Licinius Cornelius Valerianus, в историографии — Валериан II; ок. 250 — ок. 258, Паннония) — римский император-цезарь в 255—258 годах.
Валериан был старшим сыном Галлиена и Корнелии Салонины, а также внуком императора Валериана. Год его рождения неизвестен. В 255 году Валериан I назначил своего внука цезарем, а Галлиена соправителем-августом. Молодой император был отправлен в неспокойную Иллирию для укрепления власти своего деда. Из-за своей молодости (по всей видимости, ему было тогда не более пятнадцати лет) Валериан II был отдан для обучения военному делу Ингеную, который был наместником Паннонии и Мёзии. В 258 году император скончался (по некоторым источникам, он был убит Ингенуем).